# Baudrecourt (Mosela)
Baudrecourt é uma comuna francesa na região administrativa de Grande Leste, no departamento de Mosela. Estende-se por uma área de 5,07 km². Em 2010 a comuna tinha 188 habitantes (densidade: 37,1 hab./km²).